# Vale de Estrela
Vale de Estrela (port.: Tal des Sterns) ist eine Gemeinde (freguesia) des Kreises und Distrikts Guarda in Portugal, zu der auch der Ausbau Albardeiros zählt. Vale de Estrela liegt in der Serra da Estrela und grenzt an den Naturpark Serra da Estrela (PNSE).

## Geschichte
Bis 1928 wurde Vale de Estrela Porcas genannt. Dieses Toponym spricht für die Existenz Vale de Estrelas zum Zeitpunkt der Reconquista. Ur- und frühgeschichtliche Funde sind nicht bekannt, wenn auch der Ortsname mit Dolmen in Verbindung gebracht wurde.
1941 wurde das Wasserwerk (Central Elevatória das Águas) fertiggestellt, mit dem durch eine acht Kilometer lange Leitung aus Gusseisen Guarda und das Sanatorium Sousa Martins mit reinem, kalkarmem Trinkwasser versorgt wird. Im selben Zuge wurde Vale de Estrela an das Strom- und Telefonnetz angeschlossen. Von der einstmals bedeutenden Textilproduktion (cobertores de papa) gibt es keine Zeugnisse mehr.

## Sehenswürdigkeiten

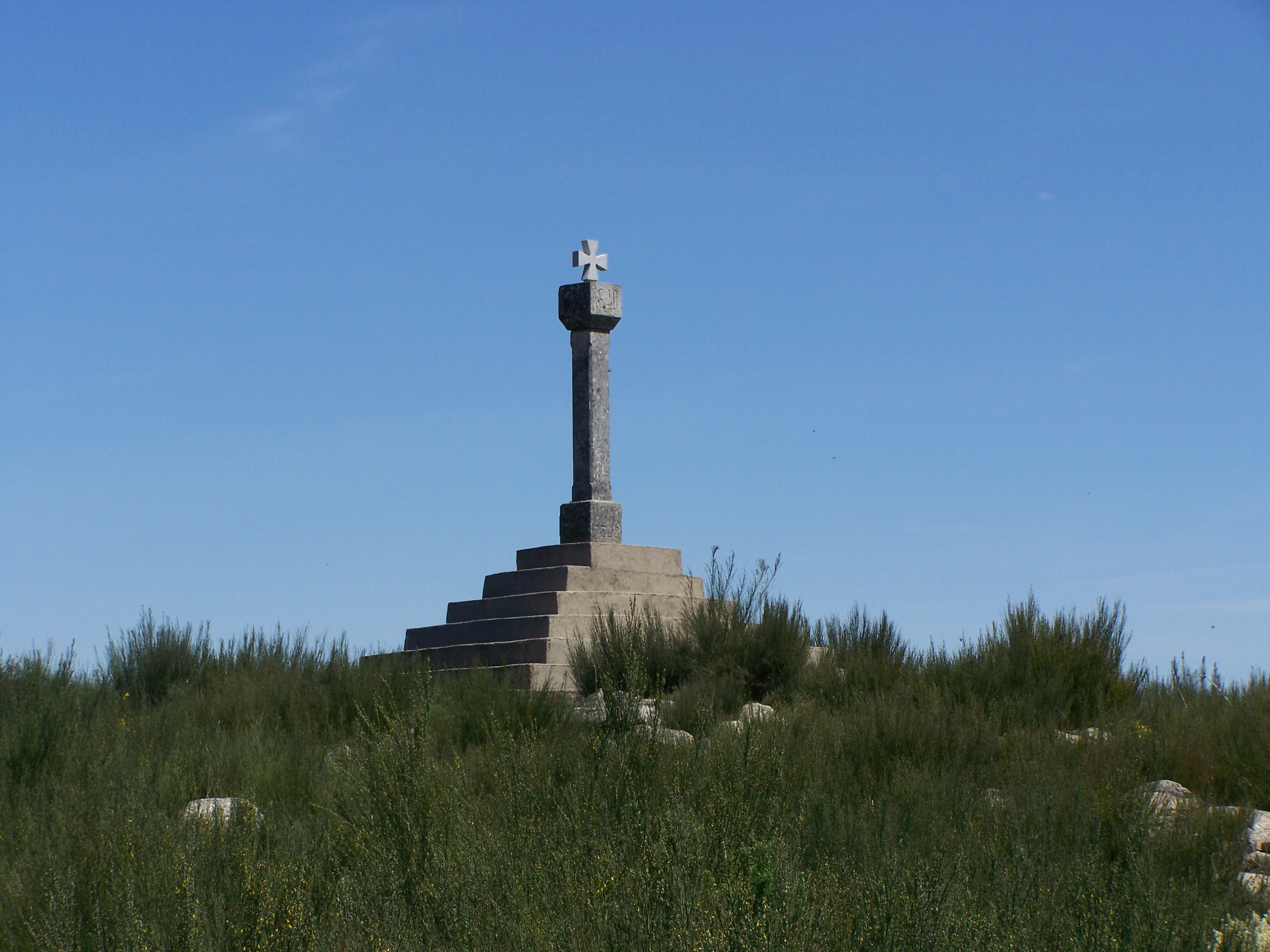
cruzeiro hidrográfico

- Hydrografisches Kreuz (cruzeiro hidrográfico) von 1942: Aussichts- und Scheidepunkt der drei Wassersysteme Tejo, Mondego und Douro.
- Steinbrücke (ponte da pedrinha), erstmals 1758 erwähnt.
- Ruine einer Wassermühle.
- Ortsbild, insbesondere des abgelegenen Ausbaus Albardeiros.
- Landschaft.
- Pfarrkirche S. Silvestre.
- Kapelle Nossa Senhora dos Milagres.

## Feste
- Festa do Senhor dos Esquecidos am dritten Sonntag im Mai.
- Festa da Nossa Senhora dos Milagres am 15. August.

## Persönlichkeiten
- der Dichter Joaquim Chamisso wurde 1886 hier geboren.

## Naherholung
- In zwei Kilometer Entfernung befindet sich der Stausee von Caldeirão.